# Betty Makoni
Hazviperi Betty Makoni (Rusape, 22 de Junho de 1971) é uma ativista zimbabueana pelos direitos das mulheres que, em 1999, fundou a Girl Child Network, uma instituição de caridade que apoia jovens vítimas de abuso sexual no Zimbábwe. A organização resgatou mais de 35.000 meninas e prestou aconselhamento a outras 60.000 meninas em todo o Zimbábwe. Ela obteve dois diplomas da Universidade do Zimbábue e recebeu vários prémios nacionais e internacionais. Órfã em criança e vítima de abuso sexual, Makoni é a principal personagem do documentário, Tapeçarias da Esperança.

## Percurso
Makoni cresceu em St Mary's, no subúrbio de Chitungwiza. Quando tinha seis anos, Makoni foi violada por um comerciante do seu bairro, que acreditava que violar virgens dá sorte. Quanto tinha nove anos, a sua mãe morreu na sequência de violência doméstica. Sozinha, Makoni trabalhou numa escola de missões para se sustentar a si e aos seus cinco irmãos. 

## Carreira
Makoni tornou-se professora depois de concluir o ensino universitário. Em 2000, tornou-se voluntária permanente da Girl Child Network, organização que serviu de modelo de implementação para outras organizações da região.
Em 2012, publicou uma autobiografia intitulada Never Again.

## Reconhecimento
Em 2003, a Women's World Summit Foundation concedeu a Makoni o Prémio de Mulher Criativa na Vida Rural.
Em 2007, Makoni ganhou o Prémio Mundial das Crianças pelos Direitos da Criança.
Em 2008, a Amnistia Internacional distinguiu-a com o Prémio Ginetta Sagan pelo seu trabalho na Girl Child Network.

## Vida pessoal
Makoni deixou o Zimbábue em 2008, na sequência de ameaças de tortura. Actualmente vive em Inglaterra, é casada e tem três filhos.